# 安森智司
安森 智司（やすもり さとし）は、日本の警察官僚。九州管区警察局長や京都府警察本部長などを務めた。2019年（令和元年）現在、西松建設の顧問（コンプライアンス委員会委員長）

## 略歴・人物
1977年（昭和52年）大阪教育大学附属高校天王寺校舎卒業。1982年、京都大学法学部を卒業後「人を大事にする組織だ」と思い警察庁へ。
警視庁刑事部捜査第二課長を経て2003年（平成15年）9月2日、神奈川県警察刑事部長。2006年4月14日、警察庁に戻り暴力団対策課長。
2007年5月10日、滋賀県警察本部長に就任。2009年3月31日、警察庁官房付。2010年8月10日、警察大学校の警察政策研究センター所長。
2011年5月16日、京都府警察本部長に就任。
2012年7月30日、内閣府大臣官房官房審議官併任死因究明等推進会議設置等準備室長。内閣府大臣官房審議官死因究明等推進会議事務局長。
2015年8月7日、九州管区警察局長に着任。特定危険指定暴力団工藤會摘発強化の指揮を執る。2016年10月3日、辞職。
2017年4月1日、準大手ゼネコン西松建設の顧問（コンプライアンス委員会委員長）に就任した。
なお、附属天王寺の同級生に俳優の辰巳琢郎、同志社大学大学院生命医科学研究科教授の市川寛、関西大学先端科学技術推進機構教授の和田隆宏らがいる。